# Monumento dei cuori strappati
Il monumento dei cuori strappati  (in polacco Ludzie z wydartymi sercami, letteralmente "persone dal cuore strappato" ma semplicemente conosciuto come Wyrwanych serc, "cuori strappati" ), ufficialmente Monumento alle vittime del fascismo (in polacco Pomnik Ofiar Faszyzmu) è un'opera commemorativa situata nella periferia di Cracovia, in Polonia, nel territorio dove sorgeva il Campo di concentramento di Kraków-Płaszów.
L'opera è dedicata alle vittime delle esecuzioni di massa avvenute in questo luogo per mano della Germania nazista.

## Descrizione
Il monumento è stato realizzato nel 1964 in pietra calcarea di Pińczów su un basamento in cemento armato posto su una collina lungo l'arteria Kamienskiego che porta a Cracovia, dove un tempo sorgeva il campo di concentramento nazista, nella zona di Płaszów.
Presenta cinque figure umane disposte in fila, con la testa piegata sotto il peso di un grosso macigno ed aventi un taglio netto all'altezza del petto. Il monumento presenta un'iscrizione che dice: in omaggio ai martiri assassinati dal genocidio nazista nel 1943-1945.

## Il monumento nella cultura di massa
Il monumento è citato nella canzone La Terra, l'Emilia, la Luna del progetto musicale Le luci della centrale elettrica.